# Història de Libèria

Escut de Libèria

Libèria és un país fundat per ciutadans dels Estats Units com una colònia per als antics esclaus africans. Només existeix un altre estat al món creat per ciutadans d'un país com a assentament per als seus antics esclaus: Sierra Leone, que fou creat amb el mateix propòsit pel Regne Unit.

## Pobles indígenes
Es creu que molts dels pobles indígenes de Libèria van emigrar a la zona des del nord i l'est entre els segles XII i XVI. El territori d'Àfrica Occidental que posteriorment es convertiria en Libèria fou envaït al segle xvi pels ragis, tribus de guerrers procedents del que actualment és l'interior de Costa d'Ivori i Ghana. Els ragis van repartir els territoris conquistats i els pobles habitats entre els seus caps, subordinats a un gran dirigentt. Aquesta autoritat suprema residia a la regió de Grand Cape Mount.
Poc després que els ragis conquistessin la regió es va produir una migració del poble vai a la regió de Grand Cape Mount. Els vai formaven part de l'Imperi de Mali i s'havien vist obligats a emigrar quan l'imperi es va col·lapsar al segle xiv. Els vai se n'assentaren a la regió costanera.
Els kru es van oposar a l'arribada dels vai al seu territori. Una aliança dels ragis i els kru va aconseguir detenir-los, encara que no pogueren evitar que els vai romanguessin a la regió de Grand Cape Mount (on actualment està situada la ciutat de Robertsport). Els kru van començar a comerciar amb els europeus. Al principi intercanviaven béns i matèries primeres locals, però posteriorment van participar de forma activa en el tràfic d'esclaus africans. A part del comerç ordinari, els comerciants kru també realitzaven una sorprenent forma de comerç: viatjaven amb les seves canoes a bord dels vaixells europeus i els acompanyaven en els seus viatges. Quan havien arribat a la seva destinació, deixaven els seus transportistes i tornaven al seu territori.
Molts emigrants kru també van abandonar les seves terres per treballar de forma assalariada en plantacions, i alguns fins i tot van arribar a treballar en la construcció del canal de Suez i del de Panamà.
Un altre grup tribal de la zona eren els glebo, que com a resultat de la invasió dels ragis s'havien vist obligats a traslladar-se a la costa liberiana.

## Contacte amb exploradors i comerciants europeus

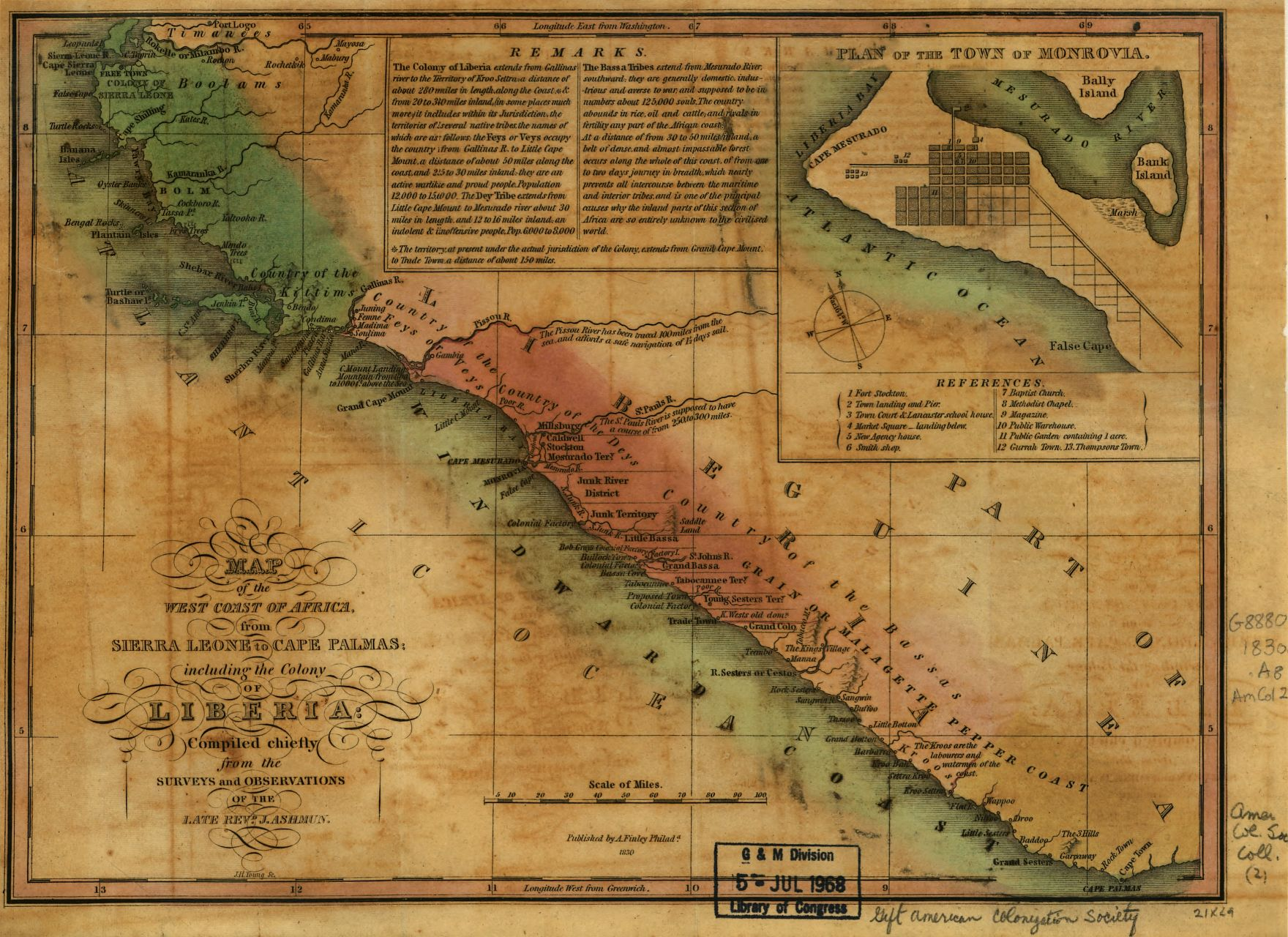
Mapa de Libèria cap a l'any 1830

Els exploradors portuguesos establiren contactes al territori de Libèria cap a l'any 1461 i anomenaren la zona Costa da Pimenta (Costa del Pebre) a causa de l'abundància de grans de pebre. El 1602 els holandesos van establir un lloc comercial a Grand Cape Mount, però fou destruït un any després. El 1663 els britànics van instal·lar nous llocs comercials a la zona. No es coneix l'existència d'altres assentaments colonials no africans fins a l'arribada dels esclaus nord-americans alliberats el 1821.

## Colons dels Estats Units

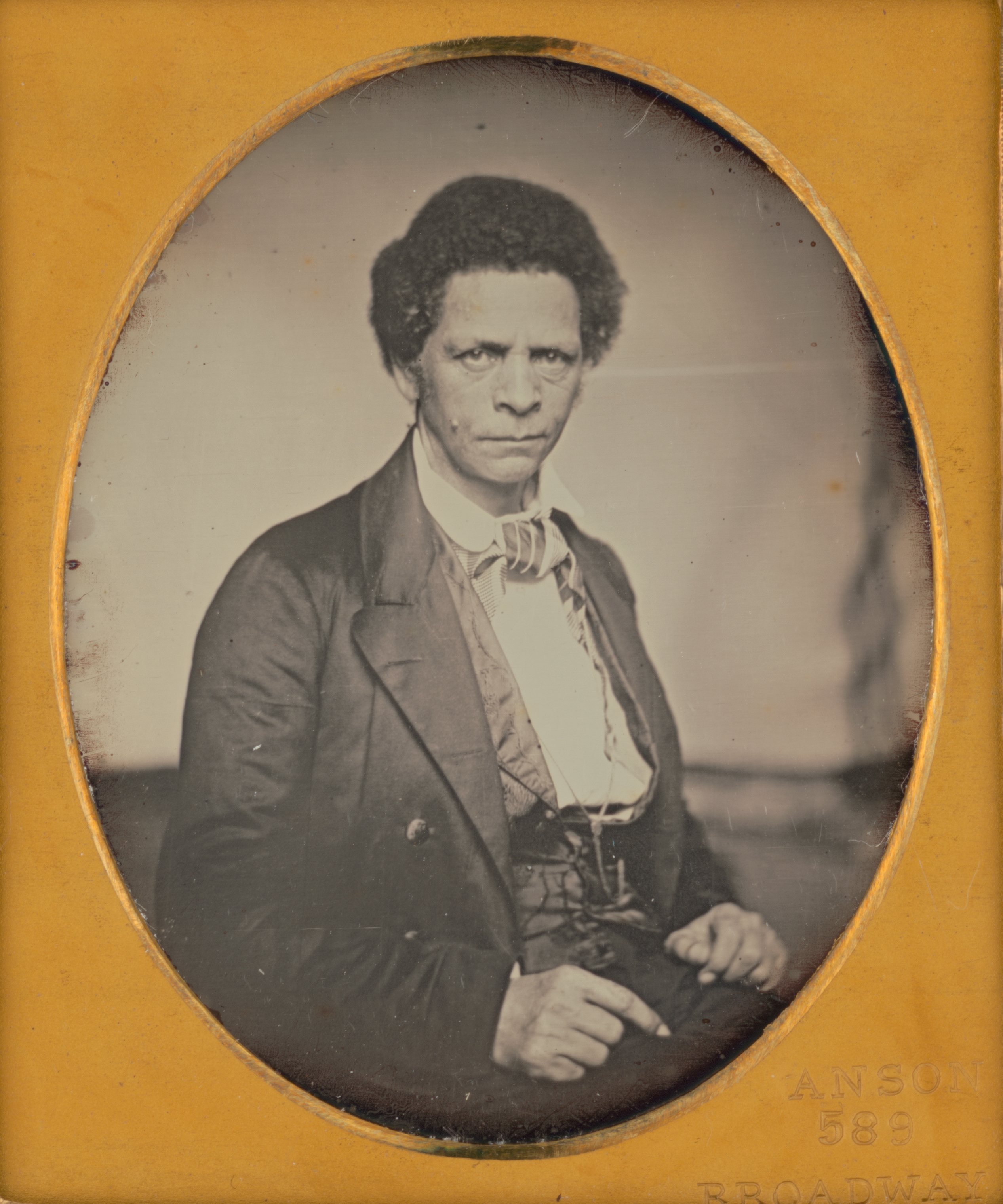
Joseph Jenkins Roberts, primer president de Libèria

El 1822 la Societat Americana de Colonització marcà Libèria com el lloc on enviar els afroamericans alliberats. Els afroamericans van emigrar gradualment a la colònia, formaren un grup del qual descendeixen molts dels actuals liberians.
El 26 de juliol de 1847 els colons americans declararen la independència de la República de Libèria. Els colons consideraven Àfrica la seva "terra promesa", però no s'integraren en la societat africana. Una vegada a l'Àfrica es referien a si mateixos com "americans" i se'ls reconeixia també així per les autoritats colonials africanes i britàniques de la veïna Sierra Leone. Els símbols del seu estat: la bandera, lema i escut d'armes (i la forma de govern que van triar) reflecteix el seu rerefons nord-americà i l'experiència de la diàspora. La Universitat Lincoln, fundada el 1854, tingué un important paper en formar els líders de la nova nació. La primera promoció de la Universitat Lincoln, James R. Amos, el seu germà Thomas H. Amos i Armistead Miller van embarcar cap a Libèria al Mary C. Stevens a l'abril de 1859.
Les pràctiques religioses, costums socials i estàndards culturals dels colons americans tenien les arrels al sud nord-americà anterior a la guerra civil. Aquestes idees influïren sobre l'actitud dels colons cap als pobles nadius africans. La nova nació, tal com la percebien, implicaria la coexistència dels colons i dels africans, que hi serien assimilats. Van aparèixer sovint la desconfiança i l'hostilitat entre les dues comunitats, l'"americana", establerta al litoral i la "nadiua", de l'interior. També va haver-hi intents (normalment reeixits) duts a terme per part de la minoria "americana" amb l'objectiu de dominar els pobles nadius, que consideraven incivilitzats i inferiors. Van anomenar el país "Libèria", que significa 'Terra de la gent lliure', un homenatge a la seva llibertat de l'esclavitud.
La fundació de Libèria rebé el suport econòmic de grups religiosos i filantròpics nord-americans, i gaudí de la cooperació extraoficial del govern dels Estats Units. El govern de Libèria, que prenia com a model el nord-americà, tenia una estructura democràtica, almenys en part. Després de 1877 el partit True Whig monopolitzà el poder polític del país i les lluites pel poder es donaren a dins del mateix partit, el candidat del qual obtenia la presidència. Dos problemes a què s'hagué d'enfrontar l'administració foren la pressió dels poders colonials veïns, el Regne Unit i França, i l'amenaça de la insolvència financera. Ambdós amenaçaren la sobirania del país. Libèria conservà la seva independència durant el repartiment d'Àfrica, però perdé extensos territoris, que passaren a control britànic o francès. El desenvolupament econòmic es va veure retardat pel declivi dels mercats dels béns liberians a finals del segle xix i el pagament de deutes, que van afectar greument l'economia.

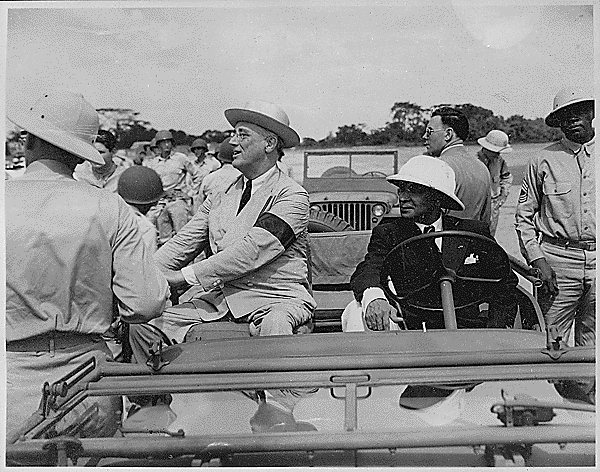
El president de Libèria Edwin Barclay (dreta) i el dels Estats Units Franklin D. Roosevelt durant la Segona Guerra Mundial, 1943

## Primera part del segle XX

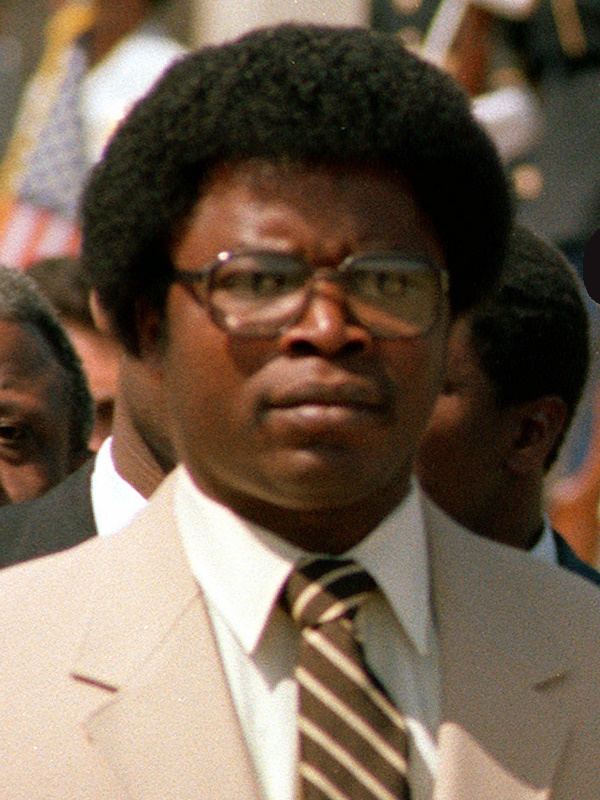
Samuel Doe

Dos esdeveniments van tenir un paper important en alterar l'aïllament que Libèria s'havia imposat. El primer va ser la concessió el 1926 d'una gran plantació de l'empresa Firestone. Aquest succés fou un gran pas cap a la submissió de l'economia de Libèria. El segon va ocórrer durant la Segona Guerra Mundial, quan els Estats Units van començar a proporcionar assistència tècnica i econòmica que permetria a Libèria progressar econòmicament i introduir-hi canvis socials.

## Cop d'estat de 1980
En la mitjanit del 12 d'abril de 1980 diversos agents krahn liderats pel sergent major Samuel Kanyon Doe van donar un cop d'estat en el qual van matar a William R. Tolbert Jr., que havia estat president durant nou anys. Sota la denominació de Concili de Redempció del Poble, Doe i els seus aliats van aconseguir el control del govern i suprimiren la primera república liberiana. Doe va ser el primer cap d'estat de Libèria que no provenia de l'elit americoliberiana.
A principis de la dècada de 1980 els Estats Units proporcionaren a Libèria més de 500 milions de dòlars per expulsar a la Unió Soviètica del país i per assegurar als Estats Units els drets exclusius d'ús dels ports i terra liberians (incloent el permís a la CIA per emprar el territori liberià per espiar Líbia).
Doe va governar de forma autoritària, expulsà els diaris i va proscriure diversos partits de l'oposició. La seva tàctica era etiquetar aquests partits enemics de "socialistes" i d'aquesta forma declarar-los il·legals d'acord amb la constitució liberiana, alhora que permetia a partits menors menys populars seguir existint com a oposició inofensiva. No obstant això, el suport popular es va realinear amb un d'aquests partits menors, la qual cosa al seu torn va fer que els etiquetessin com a socialistes.

## Eleccions de 1985
A l'octubre de 1985 Libèria realitzà les seves primeres eleccions posteriors al cop d'estat, amb la intenció clara de legitimar el règim de Doe. Gairebé tots els observadors internacionals van estar d'acord que el Partit d'Acció de Libèria (LAP), liderat per Jackson Doe (sense relació amb el Doe al govern) havia guanyat les eleccions amb un ample marge. Després d'una setmana de recompte dels vots, no obstant això, Doe acomiadà els empleats que comptaven i els va reemplaçar amb el seu Comitè Especial d'Elecció (SECOM), que anuncià que el partit de Doe en el poder, el Partit Democràtic Nacional de Libèria, havia guanyat amb un 50,9% dels vots. En represàlia, el 12 de novembre es produí un contraatac liderat per Thomas Quiwonkpa, els soldats del qual van ocupar breument la Mansió Executiva i l'estació de la ràdio nacional, amb amplis suports en tot el país. Tres dies més tard el cop de Quiwonkpa fracassà. Després d'aquest cop d'estat fallit la repressió del govern s'intensificà i les tropes de Doe van matar més de 2.000 civils i van empresonar a més de 100 polítics de l'oposició, incloent-hi Jackson Doe, Ellen Johnson-Sirleaf i el periodista de la BBC Isaac Bantu.

## Guerres civils de 1989 i 1999
A la fi de 1989 va començar la Primera Guerra Civil liberiana i al setembre de 1990 Doe fou deposat i assassinat per les forces de la facció liderada per Yormie Johnson i membres de la tribu Gio. Com a condició per a eliminar el conflicte, el president provisional Amos Sawyer va dimitir el 1994 i deixà el poder al Consell d'Estat.
Charles Taylor fou elegit president en les eleccions de 1997, després de liderar una sagnant insurrecció recolzada pel president libi, Muammar al-Gaddafi. El règim de Taylor es marcà com a objectiu suprimir els líders de l'oposició. El 1998 el govern intentà assassinar l'activista pels drets dels nens Kimmie Weeks, per un informe que publicà sobre l'entrenament militar a nens. El govern de Taylor, autocràtic i disfuncional, conduí el país a una Segona Guerra Civil liberiana el 1999. Es creu que més de 200.000 persones van morir en les dues guerres civils. El conflicte s'intensificà a mitjan 2003 i la lluita es desplaçà fins a Monròvia. A mesura que el poder del govern disminuïa, i amb l'increment de la pressió internacional perquè dimitís, el president Charles Taylor va acceptar l'oferta d'asil de Nigèria, dient “Si Déu vol, tornaré”.

## Govern de transició
Després de l'exili de Taylor, Gyude Bryant fou nomenat president del Govern de Transició a la fi del 2003. La primera tasca del Govern de Transició fou preparar-se per a unes eleccions justes. Amb les tropes de l'ONU i l'ECOMOG vetllant per la pau, Libèria realitzà unes eleccions pacífiques a la tardor del 2005. Vint-i-tres candidats es van presentar, en les quals s'esperava que George Weah, futbolista de fama internacional, ambaixador de l'UNICEF i membre del grup ètnic kru, dominés el vot popular. Cap candidat va aconseguir la majoria necessària per governar, així que se'n feu una segona ronda entre els dos més votats, Weah i Ellen Johnson-Sirleaf. El 8 de novembre de 2005 es va declarar que Johnson-Sirleaf, una economista de la Universitat Harvard, havia guanyat els comicis. Tant les eleccions generals com la segona volta es van celebrar en pau i en ordre, amb milers de liberians esperant pacientment per votar. Fins al dia d'avui se sospita que les eleccions foren fraudulentes, malgrat els grans esforços fets pel país.

## Presidència de Johnson-Sirleaf

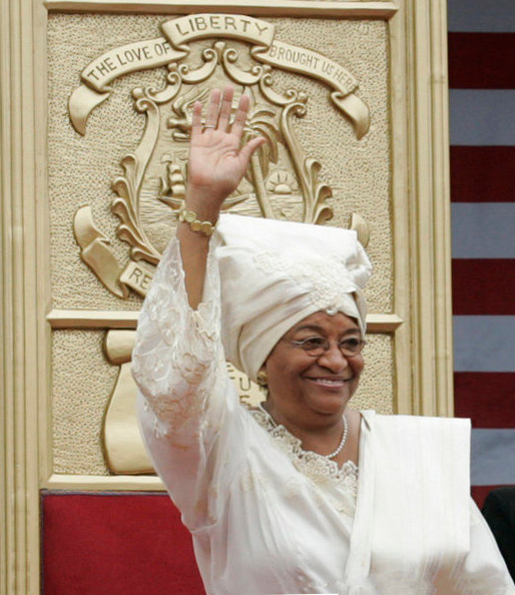
Ellen Johnson-Sirleaf, presidenta de Libèria

Filla del primer indígena liberià electe en una legislatura nacional, Jahmale Carney Johnson, Ellen Johnson-Sirleaf va néixer en la Libèria rural. Àmpliament aclamada per ser la primera dona cap d'estat electa d'Àfrica, la victòria de Johnson-Sirleaf concentrà l'atenció internacional en Libèria. Antiga empleada del Citibank i del Banc Mundial, tractà d'aconseguir que el deute extern del país, de 3,5 milions de dòlars, fos cancel·lat, i invertí en l'estat i participà en els esforços de reconstrucció de Libèria.
A més de centrar els seus primers esforços a restaurar els serveis bàsics com el proveïment d'aigua i electricitat a la capital, Monròvia, Johnson-Sirleaf disposà una Comissió per la Veritat i la Reconciliació per tractar els crims ocorreguts en les últimes etapes de la Segona Guerra Civil liberiana. També treballà per restablir la independència alimentària de Libèria. Johnson-Sirleaf demanà que Nigèria extradités al criminal de guerra Charles Taylor.
Johnson-Sirleaf visqué gran part de la seva vida als Estats Units, per la qual cosa se l'acusà de desconèixer la realitat liberiana des de dins, i d'haver guanyat les eleccions de forma fraudulenta amb el suport manifest dels Estats Units.

## Extradició i judici de Charles Taylor
El març de 2006 la presidenta Ellen Johnson-Sirleaf envià una carta en què demanava formalment l'extradició de Charles Taylor per sotmetre'l a la justícia. Encara que el president nigerià, Olusegun Obasanjo, confirmà que havia rebut i notificat aquesta petició al president de la Unió Africana, Denis Sassou-Nguesso, i al de l'ECOWAS, Mamadou Tandja el 17 de març de 2006, els plans de Nigèria no quedaren del tot clars. Després de reunions entre representants de Nigèria i Libèria per tractar la qüestió, Nigèria anuncià el 25 de març que permetria a les autoritats liberianes que arrestessin Taylor. Es temia que Taylor, multimilionari, pogués escapar fàcilment abans que comparegués davant el Tribunal Internacional de Crims a Sierra Leone. El 28 de març Taylor havia desaparegut del recinte nigerià en què es trobava. El 29 de març va ser capturat de nou per la guàrdia fronterera quan tractava de viatjar al Camerun. Taylor fou portat ràpidament a Libèria, des d'on se'l va transportar en un helicòpter fins a Sierra Leone, on s'enfrontà a acusacions de crims contra la humanitat. Segons la web Trial Watch, el 4 de juny de 2007 va ser la data provisional disposada per al judici. Tot i que finalment començaria el gener de 2008, encara segueix obert (agost de 2010). Se l'acusa d'haver dirigit, format i armat els rebels del Front Revolucionari Unit (RUF) de Sierra Leone a canvi de diamants en brut, començant una guerra que deixà 120.000 morts. A més és jutjat per assassinats, violacions i per haver usat nens soldats. Durant el judici, l'expresident liberià declarà que ell mai havia tingut en el seu poder diamants en brut, declaració controvertida, doncs la model Naomi Campbell assegurà haver rebut per part de dos homes no identificats tres diamants en brut durant un sopar en què era Charles Taylor.